# Guadalupe Victoria, San Fernando
Guadalupe Victoria är en ort i Mexiko.   Den ligger i kommunen San Fernando och delstaten Tamaulipas, i den östra delen av landet, 700 km norr om huvudstaden Mexico City. Guadalupe Victoria ligger 14 meter över havet och antalet invånare är 889.
Terrängen runt Guadalupe Victoria är mycket platt. Runt Guadalupe Victoria är det glesbefolkat, med 9 invånare per kvadratkilometer. Guadalupe Victoria är det största samhället i trakten. Trakten runt Guadalupe Victoria består till största delen av jordbruksmark.